# Minami Tsuda
Minami Tsuda (Prefettura di Kanagawa, 8 giugno 1989) è una doppiatrice giapponese.

## Biografia
Fin da quando aveva otto anni, è rimasta affascinata dal doppiaggio, crescendo guardando Sailor Moon e Pokémon. All'età di 10 anni, si unì a un coro, dove incontrò l'attrice e cantante Eri Itō che divenne sua istruttrice per i successivi otto anni. Dopo il diploma di scuola superiore, Tsuda lasciò il coro e frequentò Aoni Juku, la scuola di doppiaggio dell'agenzia di talenti Aoni Production, a Tokyo su raccomandazione della doppiatrice Michie Tomizawa.

## Doppiaggio (parziale)
- Axew di Iris in Pokémon (2010-2013)
- Phryne in Fractale (2011)
- Yui Funami in YuruYuri (2011)
- Sakiko Takashima in Sket Dance (2011)
- Kotarō Kawasumi in Inu × Boku SS (2012)
- Siris in High School DxD (2012)
- Michiru Mita in Accel World (2012)
- Yui Ichī in Yuyushiki (2013)
- Iori Watanuki in Arpeggio of Blue Steel (2013)
- Servant No. 1 in Himegoto (2014)
- Nanten Minami in Hero Bank (2014)
- Onihime in Momo Kyun Sword (2014)
- Salama in Amagi Brilliant Park (2014)
- Jaguar in Kemono Friends (2017)
- Maya Mikuri in ID-0 (2017)
- Mayu Amisawa in Comic Girls (2018)
- Arisa Ishino in 3D Kanojo Real Girl (2018)
- Mei Aihara in Citrus (2018)
- Kamin in Super Dragon Ball Heroes (2019)
- Snorkmaiden in Moominvalley (2019)
- Soraha Amano in Assault Lily (2020)
- Shin Arata in  Shinkansen henkei robo Shinkalion (2021)
- Linda in Sakugan (2021)
- Norn Clatalissa Jioral in Redo of Healer (2021)
- Bondo Taira in Me & Roboco (2022)
- Momiji Hozuki in  Onii-chan wa oshimai! (2023)
- Tokiko Takamine in Skip & Loafer (2023)
- Nemo Anemo/ Leberblume in Le mie adorate maghette (2024)
- Ace/Alice Machias in Metallic Rouge (2024)

### Film d'animazione
- Axew di Iris in l film Pokémon: Nero - Victini e Reshiram e Bianco - Victini e Zekrom,Il film Pokémon - Kyurem e il solenne spadaccino (2011-2012)

### Videogiochi
- Amy Apple, Frederica Lipps in  Valkyria Chronicles III (2011)
- Hitomi in Kurohyō 2: Ryū ga Gotoku Ashura hen (2012)
- Carl in Shining Ark (2013)
- Reki in Toukiden: The Age of Demons (2014)
- Sui in Granblue Fantasy (2014)
- Renka in Senran Kagura: Estival Versus (2015)
- LLEN/Karen Kohiruimaki in Dengeki Bunko Fighting Climax Ignition (2015)
- Li Xia in Dynasty Warriors: Godseekers (2016)
- Kuon in I am Setsuna (2016)
- PKP, AEK-999 in Girls' Frontline (2016)
- Sara Benner in Valkyria Revolution (2017)
- Renka in Senran Kagura: Peach Beach Splash (2017)
- USS Vincennes, USS Quincy, Misaki, SMS Seydlitz in Azur Lane (2017)
- Misaki in Dead or Alive Xtreme Venus Vacation (2017)
- Renka in Shinobi Master Senran Kagura: New Link (2017)
- Amy Chrysanthemum in God Eater 3 (2018)
- Sylvia Lena Cooper in Counter: Side (2021)
- Frederica in Triangle Strategy (2022)
- Mio in Xenoblade Chronicles 3 (2022)
- Lyra in Echocalypse (2024)
- Misaki in Venus Vacation Prism: Dead or Alive Xtreme (2025)

### Altro
- Sansa Stark (Sophie Turner) in Il Trono di Spade